# Zapotèque de Xanaguía
Le zapotèque de Xanaguía (ou diidz zë, zapotèque de Santa Catarina Xanaguía) est une variété de la langue zapotèque parlée dans l'État de Oaxaca, au Mexique.

## Localisation géographique
Le zapotèque de Xanaguía est parlé dans les villes de Santa Catarina Xanaguía, San Francisco Ozolotepec (en) et San José Ozolotepec, dans le sud-est du district de Miahuatlán (en), dans l'État de Oaxaca, au Mexique,.

## Utilisation
En 1990, le zapotèque de Xanaguía est parlé par 2 500 personnes dont 880 monolingues, principalement des femmes âgées. Cette langue est utilisée par des personnes de tous âges, à la maison, par l'administration locale, dans le commerce et la religion. Environ 20 % parlent un peu espagnol et certains parlent d'autres variétés de zapotèque. Il y a plus de monolingues à Santa Catarina qu'à San Francisco et San José est la ville la plus bilingue. Quelques différences phonologiques et lexicales existent entre les locuteurs de San Francisco et San José. Le taux d'alphabétisation des locuteurs ayant le zapotèque de Xanaguía comme langue maternelle est de 1 % et de 10 % pour ceux l'ayant appris comme langue seconde.